# Operacja Orchard
Operacja Orchard – operacja, podczas której izraelskie lotnictwo przeprowadziło atak powietrzny na syryjski reaktor jądrowy, leżący w muhafazie Dajr az-Zaur. Atak został przeprowadzony tuż po północy (czasu lokalnego) 6 września 2007.
We wspólnym oświadczeniu Białego Domu oraz Centralnej Agencji Wywiadowczej (CIA) poinformowano, że według danych amerykańskiego wywiadu zbudowana w kooperacji syryjsko-północnokoreańskiej instalacja jądrowa była wykorzystywana w celach militarnych. Syria zaprzeczyła tym oskarżeniom. We wstępnym raporcie Międzynarodowej Agencji Energii Atomowej (MAEA) poinformowano o braku dowodów na wykorzystywanie obiektu w celach wskazanych przez USA i Izrael. Ostateczny wynik badań miał być znany po zakończeniu dochodzenia. Według późniejszego raportu w strefie ataku odkryto jednak ślady przetworzonego uranu, lecz podkreślono, że poszlaki te są niewystarczające, aby udowodnić istnienie reaktora.
W skład grupy uderzeniowej weszły myśliwce F-15I Ra’am, F-16I Sufa oraz jeden samolot rozpoznawczy Gulfstream G550 CAEW. Łącznie w pierwszej fazie operacji udział brało osiem samolotów, z czego co najmniej cztery, utrzymując niski pułap, wkroczyły w przestrzeń powietrzną Syrii. Myśliwce zostały wyposażone w pociski AGM-65 Maverick, bomby 227-kilogramowe oraz podczepiane zewnętrzne dodatkowe zbiorniki paliwa. W operacji miał również brać udział zespół elitarnych izraelskich komandosów z jednostki Sajjeret Matkal. Komandosi przybyli na miejsce na dzień przed atakiem, aby oznaczyć cele w czasie nalotu za pomocą wiązki laserowej.

## Wydarzenia poprzedzające atak
W lipcu 2007 nastąpił wybuch w Aleppo, w północnej Syrii. Oficjalna agencja informacyjna Sana poinformowała o 15 zabitych osobach wśród syryjskiego personelu wojskowego oraz kolejnych 50 rannych. Agencja podała, że przyczyną eksplozji był pożar, który dotarł do „łatwopalnych produktów”, przechowywanych w obiekcie. Według doniesień tygodnika Jane’s Defence Weekly przyczyną wybuchu był nieudany test rakiety Scud C wypełnionej gazem musztardowym.
Na początku lata 2007 Izrael zaczął interesować się podejrzanymi instalacjami na terenie Syrii. W tym czasie Mosadowi udało się zwerbować jednego z pracowników kompleksu, dzięki któremu uzyskano zdjęcia wnętrza obiektu.
Według gazety The Sunday Times członkowie izraelskich sił specjalnych Sajjeret Matkal potajemnie przedostali się w pobliże syryjskiej instalacji jądrowej przed atakiem, w celu pobrania próbek materiałów jądrowych oraz dostarczenia ich do Izraela. Badania zdobytych próbek wskazały na ich pochodzenie z Korei Północnej. Po zapoznaniu się z tymi wynikami Stany Zjednoczone dały Izraelowi zezwolenie na przeprowadzenie ataku. „Neue Zürcher Zeitung” poinformowała o dwóch helikopterach przeprowadzających zwiad w sierpniu 2007 w okolicach instalacji, którego celem było uzyskanie zdjęć lotniczych oraz próbek gleby.
Stany Zjednoczone zaprzeczyły jakiemukolwiek udziałowi w przygotowaniach lub zatwierdzeniu ataku, potwierdzając jedynie, że zostały poinformowane o samej operacji z wyprzedzeniem.
Według innych doniesień Izrael planował atak już 14 lipca, jednak niektórzy wysocy amerykańscy urzędnicy, w tym sekretarz stanu Condoleezza Rice, byli sceptycznie nastawieni do informacji izraelskiego wywiadu, preferując potępienie Syrii na forum międzynarodowym. Jednocześnie opóźniali przeprowadzenie ataku, strasząc Izrael przedwczesnym wyciekiem informacji o planowanej operacji do prasy, niweczącym efekt zaskoczenia.
Według innych doniesień prasowych irański generał Ali Reza Asgari, który zniknął w lutym, prawdopodobnie uciekł na Zachód i dostarczył informacji dotyczących instalacji, dzięki którym atak izraelski odniósł sukces.

## Obrona przeciwlotnicza

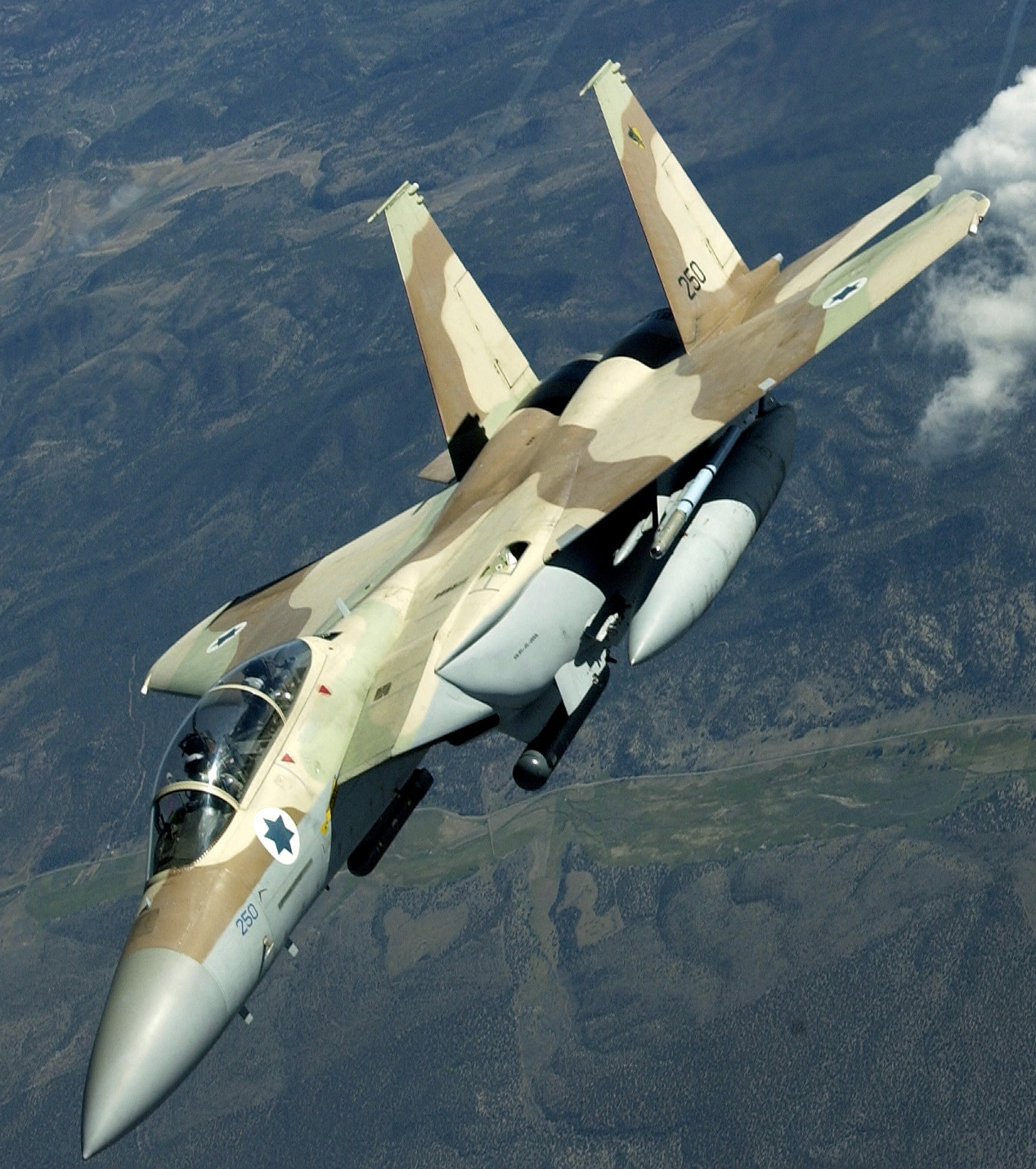
Izraelski F-15I

Izraelczycy podczas nalotu prawdopodobnie wykorzystali system podobny do amerykańskiego programu Suter. Umożliwia on atak na sieć radarową przeciwnika z pokładu samolotu, pozwalając na przelot bez wykrycia. Daje także możliwość zmylenia wroga poprzez tworzenie fałszywych celów, a nawet bezpośrednią manipulację wrogim systemem radarowym.
Syria poinformowała, iż jest w posiadaniu nowoczesnego rosyjskiego systemu radarowego Pancir-S1, jednak nie funkcjonował on jeszcze w czasie ataku. W trakcie operacji obrona przeciwlotnicza w dużej mierze opierała się na radzieckim systemie kierowanych rakiet ziemia-powietrze 9K330 Tor oraz S-125.
W czasie operacji izraelskie samoloty zaatakowały syryjski radar w miejscowości Tall Abjad. Atak przeprowadzono zarówno przy pomocy konwencjonalnych bomb lotniczych, jak i ataku elektronicznego. Dodatkowo informacji na temat obrony przeciwlotniczej Syrii miały dostarczyć Stany Zjednoczone.

## Reaktor

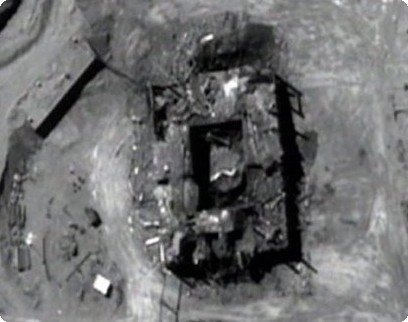
Budynek reaktora po ataku

Początkowo operacja została przedstawiona jako atak na broń przeznaczoną dla bojowników Hezbollahu, przechowywaną w wykopanym dużym dole pośrodku pustyni.
Tydzień później zaczęły pojawiać się pierwsze informacje o współpracy USA oraz izraelskiego wywiadu przy zbieraniu informacji na temat instalacji jądrowej zbudowanej w Syrii z pomocą Korei Północnej. Paliwo jądrowe wykorzystywane w reaktorze miało pochodzić właśnie z Korei Północnej. Poinformowano, że obiekt był zdolny do produkcji broni niekonwencjonalnej.
Zbombardowane budynki zostały przez Syryjczyków w ekspresowym tempie rozebrane. Następnego dnia syryjski prezydent Baszszar al-Asad opisał zbombardowane budynki jako „niekompletne i puste pomieszczenia wojskowe, które były jeszcze w budowie”. Prezydent nie podał żadnych dalszych szczegółów na temat charakteru kompleksu lub jego przeznaczenia.
14 października The New York Times poinformował na podstawie amerykańskich i izraelskich źródeł wywiadu wojskowego, iż celem ataku był reaktor atomowy, budowany przy pomocy personelu z Korei Północnej. Część personelu zagranicznego miała zginąć podczas nalotu.
2 grudnia profesor Uzzi Ewen z Uniwersytetu w Tel Awiwie, a także założyciel izraelskiego ośrodka atomowego na pustyni Negev, poinformował, że uważa, iż syryjska instalacja została zbudowana w celu wytworzenia plutonu oraz produkcji bomby atomowej. Pośrednim dowodem na posiadanie przez Syrię materiałów rozszczepialnych było szybkie zwożenie na obszar ataku ogromnych ilości ziemi ze względu na strach przed promieniowaniem.
19 marca 2009 Hans Ruehle, były wysoki urzędnik niemieckiego Ministerstwa Obrony, napisał w szwajcarskiej „Neue Zürcher Zeitung” artykuł, w którym doniósł, iż za finansowaniem syryjskiego reaktora miał stać Iran. Hans Ruehle nie podał źródła tej informacji. Według niego służby wywiadowcze USA miały wykryć podróże statków z Korei Północnej, dostarczających materiały budowlane do Syrii. Same dostawy rozpoczęły się w 2002. Budowa kompleksu została dostrzeżona przez amerykańskie satelity wywiadowcze w 2003. Podgląd satelitarny nie wykrył nic niezwykłego, częściowo dlatego, że Syryjczycy nie przekazywali wiadomości radiem ani telefonicznie, lecz wyłącznie poprzez posłańców. Szacunki Izraela wskazują, iż Iran zapłacił Korei Północnej od 1 miliarda do 2 miliardów dolarów za realizację projektu. Tuż przed izraelskim atakiem statek Korei Północnej został przechwycony w drodze do Syrii z ładunkiem prętów paliwa jądrowego.

## Stanowisko Izraela
Izrael początkowo nie komentował zdarzenia, choć premier Izraela Ehud Olmert chwalił wojsko tuż po przeprowadzonych nalotach:

Nasi żołnierze wykazali się nadzwyczajną odwagą, naturalnie nie możemy ujawnić wszystkich kart.

16 września szef izraelskiego wywiadu wojskowego, Amos Jadlin, poinformował komisję parlamentarną, że Izrael odzyskał swoją „zdolność odstraszania”. Pierwsze publiczne uznanie dla przeprowadzonej operacji odbyło się 19 września, kiedy lider opozycji, Binjamin Netanjahu, poparł działania rządu oraz pogratulował premierowi Olmertowi.
17 września premier Olmert ogłosił, że jest gotów zawrzeć pokój z Syrią bez wcześniej ustalonych warunków i bez żadnego ultimatum.
2 października 2007 Siły Obronne Izraela (IDF) potwierdziły, że atak miał miejsce, jednakże do wniosku gazety Ha-Arec, wzywającego do zniesienia cenzury nad szczegółami ataku, IDF odniósł się negatywnie, nadal nie dopuszczając do ujawnienia celu i charakteru operacji.
28 października premier Izraela Ehud Olmert poinformował o zastrzeżeniach strony tureckiej do przeprowadzonej operacji, mającej według premiera Recepa Tayyipa Erdoğana naruszyć przestrzeń powietrzną Turcji.

## Reakcja Syrii
Syria początkowo twierdziła, że samoloty izraelskie zostały ostrzelane, a następnie zrzuciły ładunek bomb na niezamieszkane obszary na pustyni. W późniejszym oświadczeniu poinformowała, że zbombardowany został plac budowy nadzorowany przez wojsko.
W piśmie skierowanym do sekretarza generalnego Organizacji Narodów Zjednoczonych, Ban Ki-moona, Syria oskarżyła Izrael o naruszenie przestrzeni powietrznej, zwracając uwagę, iż nie stało się to po raz pierwszy. Wyraziła również ubolewanie z powodu tak słabej reakcji społeczności międzynarodowej na izraelskie działania.
27 kwietnia 2008 syryjski prezydent Baszszar al-Asad wygłosił pierwsze publiczne oświadczenie na temat nalotu, oddalając zarzuty jakoby budowany kompleks miał na celu produkcję broni jądrowej. Spytał, czy jest logiczne, aby hipotetyczna instalacja jądrowa nie miała ochrony przed atakami z ziemi oraz z powietrza. Dodał, że sam kompleks był budowany na pustyni, w środku Syrii, w idealnej lokalizacji do wykrycia przez satelity szpiegowskie. Niezależni eksperci zasugerowali jednak, iż Syria nie chciała ufortyfikować obiektu w celu uniknięcia zwrócenia uwagi. Uważali również, że oprócz programu jądrowego Syria miała w swoim arsenale zarówno broń biologiczną, jak i chemiczną. Twierdzili także, że była w posiadaniu rakiet dalekiego zasięgu, które częściowo, wraz z bronią chemiczną i biologiczną, mogły zostać przemycone z Iraku w 2003.
25 lutego 2009 MAEA poinformowała, iż Ibrahim Othman, szef programu jądrowego Syrii, przekazał na zamkniętym spotkaniu informacje o nowo zbudowanej na terenie kompleksu fabryce rakiet.

## Reakcja społeczności międzynarodowej
Żaden arabski rząd, oprócz Syrii, nie skomentował oficjalnie zdarzenia. 6 września Syria wystosowała stonowane oświadczenie. Ani izraelski, ani syryjski rząd nie opisały szczegółowo tego, co nastąpiło. Pojawiło się wiele doniesień mediów, serwujących wiele różnorodnych interpretacji o tym, co dokładnie wydarzyło się tej nocy. Wielu zachodnich komentatorów zwracało początkowo uwagę, że brak oficjalnych komentarzy Syrii na działania Izraela może grozić odwetem. Brak reakcji innych rządów prawdopodobnie wskazuje na milczące poparcie dla izraelskiej operacji. Nawet Iran oficjalnie nie skomentował izraelskiego ataku ani milczenia Syrii.
W ciągu następnych dwóch dni po ataku tureckie media poinformowały o znalezieniu izraelskich zbiorników na paliwo w prowincjach Hatay oraz Gaziantep. Turecki minister spraw zagranicznych złożył oficjalny protest.
Sekretarz obrony Stanów Zjednoczonych Robert Gates, zapytany przez dziennikarzy, czy Korea Północna pomagała Syrii w budowie instalacji jądrowej, odparł tylko, że Stany Zjednoczone bardzo staranie przyglądają się Korei Północnej.
Rzecznik Ministerstwa Spraw Zagranicznych Korei Północnej w komentarzu na temat operacji Izraela przeprowadzonej 11 września 2007 wyraził pełne poparcie strony koreańskiej dla Syrii.
17 października, pod wpływem nacisków ze strony pierwszej komisji do spraw rozbrojenia i międzynarodowego bezpieczeństwa Zgromadzenia Ogólnego ONZ, jeden z reprezentantów Syrii poinformował, iż celem nalotu była instalacja jądrowa. Rząd Syrii natychmiast temu zaprzeczył w oświadczeniu, dodając, że takie obiekty nie istnieją na terenie Syrii.
W tym samym dniu dyrektor generalny MAEA, Muhammad el-Baradei, skrytykował operację, twierdząc, że podważa to system kontroli oraz nie prowadzi do żadnych rozwiązań zwiększających bezpieczeństwo. MAEA obserwowała koeański reaktor w Yongbyon od lipca 2007, była także odpowiedzialna za nadzór nad materiałami jądrowymi pochodzącymi stamtąd.
26 października 2007 The New York Times opublikował zdjęcia satelitarne pokazujące prawie całkowite usunięcie wszystkich pozostałości zniszczonego obiektu. Według amerykańskich źródeł wywiadowczych takie prace zajmują zazwyczaj około roku. Były inspektor David Albright zwrócił uwagę, iż tak szybkie prace wskazują na chęć ukrycia czegoś.
W Rezolucji 674, uchwalonej przez Izbę Reprezentantów 24 września 2007, Stany Zjednoczone okazały jednoznaczne poparcie dla prawa Izraela do własnej obrony w obliczu bezpośredniego zagrożenia nuklearnego lub wojskowego ze strony Syrii.
28 kwietnia 2008 dyrektor CIA Michael Hayden poinformował, że syryjski reaktor zniszczony przez Izrael był w stanie wyprodukować wystarczającą ilość materiału rozszczepialnego do produkcji od jednej do dwóch bomb atomowych w ciągu roku. Reaktor miał być podobnej wielkości i tej samej konstrukcji jak ten w Ośrodeku Badań Jądrowych w Jongbjon.

## Działania wywiadu
10 października 2007 The New York Times poinformował, że Izraelczycy podzielili się planem ataku z Turcją. Z kolei wysłannicy tureccy podróżowali do Damaszku, aby skonfrontować uzyskane dane z dokumentacji domniemanego programu jądrowego. Syria zaprzeczała prowadzeniu programu atomowego, informując stronę turecką, iż kompleks jest magazynem rakiet strategicznych.
27 października 2007 analitycy z firmy Geoeye, badając zdjęcie budynku z 16 września 2003, wykazali, że budowa prawdopodobnie rozpoczęła się w 2001. Stany Zjednoczone obserwowały budowę przez szereg lat. Podczas kolejnych poszukiwań zdjęć satelitarnych odkryto, iż zdjęcia zaatakowanego obszaru wykonała załoga Międzynarodowej Stacji Kosmicznej. Zdjęcia pochodziły z 5 września 2002. Sam obraz, choć niskiej rozdzielczości, był wystarczająco dobry, aby wykazać, że budynki istniały już w tym czasie.
Międzynarodowa Agencja Energii Atomowej rozpoczęła dochodzenie w sprawie zarzutów stawianych Syrii, jednak nie otrzymała pomocy od Izraela ani Stanów Zjednoczonych do połowy listopada 2007. MAEA rozpoczęła badanie komercyjnych zdjęć satelitarnych, jednak nie zdołała potwierdzić, czy zaatakowane budynki były instalacją jądrową. Niektórzy z ekspertów MAEA twierdzili, że na zdjęciach widoczne były tylko baraki dla górników, wybudowane wzdłuż brzegów Eufratu.
27 lutego 2008 Ehud Olmert poinformował japońskiego premiera Yasuo Fukudę, że celem ataku była placówka jądrowa powstała przy pomocy techników z Korei Północnej, wysłanych przez Pjongjang.
24 kwietnia 2008 CIA opublikowało materiał wideo, przedstawiający syryjski reaktor, który jak twierdziła agencja, wykazywał podobieństwa z reaktorem w Yongbyon.
Syria zaprzeczyła jakiemukolwiek zaangażowaniu Korei Północnej w budowę kompleksu. Ambasador Syrii w Wielkiej Brytanii, Sami Khiyami, uznał zarzuty za niedorzeczne. Porównał je do teatralnych sztuczek, podobnych do tych, jakie w sprawie broni masowego rażenia Stany Zjednoczone zarzucały Irakowi przed inwazją.

## Krytyka działań Izraela oraz USA
Pomimo upublicznienia niektórych informacji wywiadowczych USA i Izraela, atak na syryjską placówkę pozostaje kontrowersyjny. Oponenci zwracają uwagę na brak jakiejkolwiek ochrony naziemnej czy przeciwlotniczej w tak ważnym obiekcie militarnym.
Mohamed ElBaradei wyraził wątpliwości w sprawie zdolności Syrii do wybudowania i uruchomienia kompleksu jądrowego. Odniósł się sceptycznie do tematu inspekcji MAEA w rejonie ataku.
Według The New York Timesa informacje zdobyte przez CIA posiadały nikłą wiarygodność w kwestii gotowości Syrii do budowy broni jądrowej. Nie było sprawdzonych danych na temat budowy przez Syrię reaktora zdolnego do przekształcania zużytego paliwa jądrowego we wzbogacony pluton. Jednak prezydent George W. Bush nie zaakceptował żadnych innych możliwych hipotez tłumaczących przeznaczenie reaktora.

## Śledztwo MAEA
Według wstępnych sprawozdań z 20 września 2008 badania przeprowadzone przez Międzynarodową Agencję Energii Atomowej (MAEA) nie wykazały słuszności zarzutów Stanów Zjednoczonych oraz Izraela jakoby zniszczony cel miał być instalacją jądrową. W odpowiedzi USA zażądały od MAEA więcej szczegółów na temat przeprowadzonych badań. Dyrektor MAEA odpowiedział, iż agencja potrzebuje więcej czasu na przygotowanie raportu. Mohamed ElBaradei wyraził niezadowolenie w sprawie dowodów, jakie dostarczyły Stany Zjednoczone oraz Izrael, udostępniając MAEA tylko zdjęcia zniszczonego obiektu w Syrii.
28 października 2008 do kilku anonimowych dyplomatów wyciekł raport końcowy, uzasadniający dalsze szczegółowe dochodzenie.
10 listopada do opinii publicznej przeciekły dalsze szczegóły raportu, mówiące, iż inspektorzy ONZ znaleźli ślady przetworzonego uranu. Ślady te jednak okazały się niewystarczające do oskarżenia Syrii. 17 listopada 2008 ElBaradei potwierdził wcześniejsze doniesienia.
19 listopada MAEA opublikowała raport, który potwierdzał, iż syryjski kompleks nosił cechy reaktora jądrowego oraz informował o odnalezieniu przez inspektorów ONZ śladów przetworzonego uranu. Podkreślono także, iż poszlaki te są niewystarczające, aby udowodnić istnienie reaktora. Zarazem jednak odrzucono argumentację Syrii, jakoby odnalezione ślady uranu pochodziły z izraelskich pocisków. MAEA poinformowała również, że Syria w dalszym ciągu nie zapewniła inspektorom pełnego dostępu do dokumentacji oraz miejsc, a także nie złożyła wyczerpujących wyjaśnień na temat pochodzenia wykrytych śladów uranu. Agencja w raporcie domagała się m.in. umożliwienia zbadania wyposażenia i szczątków ośrodka w al-Kibar, które Syria uprzątnęła przed pierwszą kontrolą MAEA.
5 czerwca 2009 MAEA poinformowała o wykryciu w Syrii nowych śladów przetworzonego uranu. Znajdowały się one w innym miejscu niż to, które USA od dwóch lat wskazywały jako ośrodek nuklearny. Ten sam uran odnaleziono również w reaktorze ośrodka naukowo-badawczego w Damaszku. Zdaniem inspektorów, próbki uranu nie odpowiadały tym, które powinny się tam znajdować.
24 maja 2011 MAEA w raporcie rozesłanym do państw członkowskich stwierdziła, że jest bardzo prawdopodobne, iż obiekt zbombardowany przez izraelskie lotnictwo był prawie gotowym reaktorem nuklearnym. Fakt ten powinien zostać zgłoszony do MAEA. W związku z tym, że nie zostało to uczyniono w tej kwestii wobec Syrii można byłoby podjąć sankcje.
Badania IAEA zostały ostro skrytykowane przez Roberta Kelleya, eksperta z amerykańskiego Departamentu Energii, który stwierdził:
„Twierdzenia agencji, że próbki nie zawierają mieszanki izotopowej ani chemicznej charakterystycznej dla pocisków rakietowych, obnażają skandaliczne braki w wiedzy o uzbrojeniu, opartej na informacjach z podejrzanych źródeł. Jeśli MAEA ma być szanowana, musi postarać się o fachowe doradztwo techniczne. Dla przykładu, w Syrii użyto bomb penetrujących, a nie pocisków rakietowych”